# Radiogramă
Radiograma sau radiotelegrama reprezintă o telegramă transmisă pe o cale de radiocomunicații. Se transmite folosind un cod (de obicei Morse).